# San Diego de la Unión (kommun)
San Diego de la Unión är en kommun i Mexiko.   Den ligger i delstaten Guanajuato, i den centrala delen av landet, 280 km nordväst om huvudstaden Mexico City. Antalet invånare är 36 103. Arean är 1 014 kvadratkilometer.
Terrängen i San Diego de la Unión är kuperad norrut, men söderut är den platt.
Följande samhällen finns i San Diego de la Unión:
- San Diego de la Unión
- Catalán del Refugio
- Providencia
- Presa de San Franco
- Ex-Hacienda de Jesús
- La Cabaña del Rey
- Rosa de Castilla
- Ejido el Barreno
- Ojo Ciego
- Cóporo
- El Desmonte
- El Carabino
- Presa de Monjas
- La Tinaja
- El Socorro
- San Agustín
- Ejido los Desmontes
- Ejido Gómez Villanueva
- Guanajuatito
- Puerta de Cadenas
- El Mezquital
- El Arenal
- Noria de Catalán
- Ejido los Rodríguez
- Zacatequillas
- La Virgen
- Ex-Hacienda de Ojuelos
- Ejido Santa Anita
- Puerta de Marcial
- La Misericordia
- Cabras
- El Xoconoxtle
- Charco de Araujo
- Santa Anita
- Palma Gorda
- Purísima del Monte
- Nainare
- Santa Teresita
- Refugio del Monte
- Bordo de Guadalupe
- San Pedro